# Трофимов, Виктор Евгеньевич (художник)
Трофимов Виктор Евгеньевич (21 августа 1953, Ленинград — 17 апреля 2012, Санкт-Петербург) — советский и российский художник.

## Биография
Детство и юность прошли в поселке Шувалово, недалеко от Суздальских озёр. Живописные окрестности станут сквозным сюжетом множества его полотен, а история и культура этих мест заметно повлияет на формирование мировоззрения молодого художника и будет явно прослеживаться в творчестве уже зрелого мастера.
Закончил Ленинградское художественно-графическое педагогическое училище. Учился у К. Застенского и Гурвича Бориса Исааковича. После краткой педагогической работы в 1976 г. поступил на киностудию Леннаучфильм, где проработал художником, аниматором и режиссёром 14 лет. С 1975 г. стал самостоятельно заниматься живописью, регулярно принимая участие в официальных и неофициальных выставках. Работал в петербургских издательствах СЕВЕРО-ЗАПАД, КОРОНА ПРИНТ, ПРОСВЕЩЕНИЕ-КУЛЬТУРА, ОРБИС, АЛЕТЕЯ — книжным графиком.
Многие произведения находятся в частных коллекциях России, Бельгии, Финляндии, США, Германии и Англии, а также в Музее Нонконформизма, Музее Современного Искусства Санкт-Петербурга и в Выставочном центре «Эрмитаж-Выборг».

## Членство в организациях
- Член Международной федерации художников IFA
- Член Творческого Союза Художников России
- Член Товарищества «Свободная культура»

## Участие в выставках
- СОВРЕМЕННОЕ ИСКУССТВО ЛЕНИНГРАДА Манеж Ленинград 1988
- ОТ НЕОФИЦИАЛЬНОГО ИСКУССТВА К ПЕРЕСТРОЙКЕ Гавань Ленинград 1989
- ХУДОЖНИКИ ПЕТЕРБУРГА Финляндия г. Порво 1991
- ПАРАРЕАЛИЗМ Музей этнографии С.-Петербург 1992
- ВЕСЬ ПЕТЕРБУРГ Манеж 1993—1996
- Выставка Валлонской Академии Искусств, г. Шарлеруа (Бельгия) 1993
- ТРЕТЬЯ ПЕТЕРБУРГСКАЯ БИЕННАЛЕ Санкт-Петербург 1994
- ВЫСТАВКА ГРУППЫ СБОРНИК Санкт-Петербург 1999
- ТРАДИЦИИ И СОВРЕМЕННОСТЬ Санкт-Петербург 2003
- ФЕСТИВАЛЬ НЕЗАВИСИМОГО ИСКУССТВА Манеж С-Петербург 2004
- ФЕСТИВАЛЬ «БЕЛЫЕ НОЧИ» Санкт-Петербург, Пушкинская 10. 2005
- ТРЕТЬЯ МЕЖДУНАРОДНАЯ БИЕННАЛЕ ГРАФИКИ Санкт-Петербург 2006
- СОВРЕМЕННОЕ ИСКУССТВО РОССИИ. Москва 2006
- ВЫСТАВКА «ГОД РОССИИ» Тянь Цзинь (Китай) 2006
- ВТОРАЯ МЕЖДУНАРОДНАЯ ТРИЕННАЛЕ ГРАФИКИ
- «БЕЛЫЕ ИНТЕР-НОЧИ» 2014
- Выставочный центр Союза художников

#### Персональные выставки
- «ВЫСТАВКА ПАМЯТИ ХУДОЖНИКА ВИКТОРА ТРОФИМОВА» Выставочный зал Санкт-Петербургского Союза дизайнеров. май 2012 года
- «ВЫСТАВКА ПАМЯТИ ХУДОЖНИКА ВИКТОРА ТРОФИМОВА» Елизаветинская библиотека август 2012 года
- «ВСЕ, ЧТО ВИЖУ ВО СНЕ — НАЯВУ…» Центр искусства и музыки ЦГПБ им В. В. Маяковского Ноябрь 2013 года
- «ВСЕ, ЧТО ВИЖУ ВО СНЕ — НАЯВУ… Ретроспектива работ Виктора Трофимова» Выставочный центр "Эрмитаж-Выборг"Январь — Февраль 2016 г.
- «ФАНТАСМАГРАФИКА НА ПОЛЯХ И МЕЖДУ СТРОК» книжная графика, работа в кино, роспись по дереву, станковая графика. Выставка в библиотеке Алвара Аалто в Выборге Июль 2016

## Книжная графика
- Мировая художественная культура. АМЕРИКА, АВСТРАЛИЯ, ОКЕАНИЯ, АЗИЯ, АФРИКА. автор Е.А.Окладникова. Учебное пособие для средней школы художники В. Трофимов, С.Г.Соловьев. обложка Н.А.Борисова, А.А. Чикулаев Санкт-Петербург; КОРОНА принт 2003

- ТРАДИЦИОННЫЕ КУЛЬТУРЫ СЕВЕРНОЙ АМЕРИКИ КАК ЦИВИЛИЗАЦИОННЫЙ ФЕНОМЕН; автор Е.А.Окладникова; художник В.Трофимов; МУЗЕЙ АНТРОПОЛОГИИ И ЭТНОГРАФИИ ИМ. ПЕТРА ВЕЛИКОГО (КУНСТКАМЕРА) РАН КОРОНА ПРИНТ 2003

- CHRESTOMATIE FUR DIE DEUTSCHE LITERATUR; ХРЕСТОМАТИЯ ПО НЕМЕЦКОЙ ЛИТЕРАТУРЕ; Художники А.Г. Соловьев, В.Е. Трофимов; КОРОНА принт 2004

- КУНСТКАМЕРА. Детский путеводитель; автор Е.А.Окладникова; обложка В.И.Цикота художник В.Трофимов; издательство ОБРАЗОВАНИЕ - КУЛЬТУРА 1997

- ВОИН ПОНЕВОЛЕ ЛЕТОПИСЬ СЕДЬМОГО МЕЧА Том первый; Автор Дэйв Дункан; Художник Виктор Трофимов; «СЕВЕРО-ЗАПАД»; 1994

- ШТОПОР. СТИХИ; Автор Андрей Положенцев; художник Виктор Трофимов; Санкт-Петербург издательство ORBIS 1998

- ОЧЕРК НАТУРФИЛОСОФИИ КУЛЬТА; серия МИФ. РЕЛИГИЯ. КУЛЬТУРА. ПО ЛИЦУ БЕЗДНЫ; Автор Андрей Положенцев В оформлении обложки использована картина В.Трофимова «Жертва Авраама»; Издательство АЛЕТЕЙЯ; 2007

- СКАЗКА ОЗЕРА НЕВО; Автор Ю.В. Кудрявцев; Художник В.Е.Трофимов; Издательство «Эм Си Эм Джи»; 2011

- СКАЗКА ОЗЕРА НЕВО; Автор Ю.В. Кудрявцев; Художник В.Е. Трофимов; Издательство «Эм Си Эм Джи» 2011

- МОНГО И ПЕТЕРГОФСКИЙ ПРАЗДНИК; М.Лермонтов; Иллюстрации В.Трофимова

- НОЧНАЯ ФИАЛКА; А.Блок; Иллюстрации В.Трофимова

- АЛЕКСАНДР НЕВСКИЙ - ЗАЩИТНИК РУССКОЙ ЗЕМЛИ; В.Фролов О.Яковлев; Иллюстрации В.Трофимова

- КНИЖКА ДЛЯ ТАНИ; Автор  В.Воскобойникова; В. Трофимов

- «Жизнь замечательных детей»; Иллюстрации В.Трофимов

## Фильмография
- «От Архимеда до наших дней» реж. С. Крупенко 170
- «Поверхностно-активные вещества: проблемы и решения» 2ч, 1983, художник-мультипликатор
- «Нет бесшумной смерти», 1984, художник-мультипликатор
- «Физическая картина мира», 1984, художник-мультипликатор
- «Взрослые, дети и велосипед», 1984, художник-постановщик
- «Не выбрасывай!», 1984, режиссёр
- «Навигационная подготовка судна к рейсу и плавание в узкостях», 1985, художник-мультипликатор
- «А нам все равно», 1986, режиссёр
- «В хмельном угаре», 1986, режиссёр
- «Об этом нельзя забывать», 1986, мультипликатор
- «Ясное зрелище машин» и 665 реж. В. Ефимов 94+ 65
- «Ингегерд. Ирина. Анна» реж. Н. Уложенко
- «Чугунный путь - железное счастье» реж. А. Карпушев 140
- «Грипп», 1987, художник-мультипликатор
- «Курение-фактор риска сердечно-сосудистых заболеваний», 1987, художник-мультипликатор
- «Курение и дети», 1988, художник-мультипликатор
- «Курить - это не значит быть взрослым», 1988, художник-мультипликатор
- «Поговорим об этикете», 1988, художник-мультипликатор
- «Ноль равен бесконечности», 1988, художник-мультипликатор
- «Я не курю», 1987, художник-мультипликатор
- «Как вычислить удачу?» реж. В. Аксенов
- «Взрослые, дети, велосипед» реж. В.Таранова
- «Ожирение - фактор риска сердечно-сосудистых заболеваний» реж. В.Трофимов
- «Алкоголь - фактор риска сердечно-сосудистых заболеваний» реж. В.Трофимов
- «Гипертония- фактор риска сердечно-сосудистых заболеваний» реж. А. Макаров
- «Герб Российской Империи» реж. А. Шабров
- «Под крылом Ангела» реж. Beatrijs Hulskes студия «il Luster Produkties»

## Награды
- Серебряная медаль ВДНХ за образное раскрытие темы охраны труда новыми приемами и средствами кино при создании кинофильма «А нам все равно» 1988
- Золотая медаль Валлонской академии искусств Шарлеруа, Бельгия 1993